# IC 1324
IC 1324 ist eine linsenförmige Galaxie vom Hubble-Typ S0-a im Sternbild Steinbock auf der Ekliptik. Sie ist schätzungsweise 278 Millionen Lichtjahre von der Milchstraße entfernt.
Das Objekt wurde am 16. September 1887 vom US-amerikanischen Astronomen Lewis Swift entdeckt.